# Peregrino Anselmo
Juan Peregrino Anselmo (Montevideo, 30 aprile 1902 – Montevideo, 27 ottobre 1975) è stato un calciatore e allenatore di calcio uruguaiano, di ruolo attaccante. Campione olimpico con la Nazionale uruguaiana nel 1928 e campione del Mondo nel 1930.

## Carriera

### Club
Di ruolo attaccante, Anselmo fu uno dei massimi calciatori uruguaiani dell'anteguerra. Giocò l'intera sua carriera nel Peñarol, di cui divenne una bandiera e con cui vinse 5 titoli nazionali.

### Nazionale
Con la maglia dell'Uruguay, Anselmo partecipò da riserva alle olimpiadi di Amsterdam del 1928 e vinse la medaglia d'oro.
Due anni dopo fu tra i protagonisti che trascinarono la Celeste alla vittoria del primo mondiale di calcio disputato in Uruguay nel 1930. Anselmo, stavolta tra i titolari del team guidato da Suppici, andò a segno nell'ultima partita del primo turno contro la Romania (vinta per 4-0 dall'Uruguay) e siglò una doppietta nella semifinale contro la Jugoslavia (conclusasi 6-1 per i sudamericani).
Tra i protagonisti più attesi alla vigilia della finalissima contro l'Argentina, Anselmo si rifiutò di giocare, in preda ad un attacco di panico: fu degnamente sostituito da un altro grande centravanti, Héctor Castro, che andò anche a segno (suo il 4-2 finale che regalò il titolo all'Uruguay).
Nel 1935 fece parte della rosa dell'Uruguay che vinse il campeonato sudamericano in Perù, tuttavia senza scendere mai in campo.

### Allenatore
Dopo la fine della carriera agonistica, Anselmo guidò il "suo" Peñarol.

## Palmarès

### Club
- Primera División Uruguaya: 5

Penarol

### Nazionale
- Oro olimpico: 1

Amsterdam 1928
- Campionato mondiale: 1

Uruguay 1930
- Coppa America: 1

Perù 1935

### Videografia
- Federico Ferri, Federico Buffa, Storie Mondiali: Il grande Uruguay (1930), Sky Sport, 2014.